# 片桐信明
片桐 信明（かたぎり のぶあき）は、江戸時代前期の大和国小泉藩の世嗣。通称は長十郎。

## 略歴
2代藩主・片桐貞昌の次男として誕生。子は片桐貞就（長男）。
小泉藩の嫡子として育ち、慶安4年（1651年）徳川家綱に拝謁する。しかし、叙任することなく寛文10年（1670年）に廃嫡された。
代わって、弟・貞房が嫡子となった。